# みな穂農業協同組合
みな穂農業協同組合（みなほのうぎょうきょうどうくみあい）は、富山県下新川郡入善町に本所を置く農業協同組合。通称はJAみな穂（ジェイエイみなほ）。

## 概要
2006年3月1日、入善町農業協同組合と、隣の朝日町に本所を置くあさひ野農業協同組合が合併し、新たに発足した。富山県東部の水田地帯である入善・朝日両町を管轄とする農協である。合併にあたり、それまでJA入善町に11店舗、JAあさひ野に8店舗あった店舗網が再編され、2008年時点では、入善町に本所と10店舗、朝日町に1支店のあわせて12店舗となった。2013年4月15日に、入善町の10支店が3支店に再編され、本店と朝日町1店舗を加えた5店舗体制となっている（なお本店と中央支店は同一場所にある）。
名称の「みな穂」は、「北アルプスから日本海に注ぐ清らかな水と稲穂たなびく水田地帯をイメージし」て名づけられた。
黒部川の扇状地という稲作に適した土地を生かし、米の生産に力を入れている。
かつては、魚津市農業協同組合が、発足から1年後を目標に合併参加を目指していた。

## 店舗
| 店舗コード | 店舗名     | 所在地                         | 備考                                                |
| ---------- | ---------- | ------------------------------ | --------------------------------------------------- |
| 009        | あさひ支店 | 富山県下新川郡朝日町平柳162    |                                                     |
| 021        | 本店       | 富山県下新川郡入善町入膳3489-1 | 農産物直売所「あいさい広場」併設。                  |
| 024        | 南部支店   | 富山県下新川郡入善町新屋2328   | 旧新屋支店。小摺戸・野中・舟見支店を統合。          |
| 026        | 西部支店   | 富山県下新川郡入善町東狐262    | 旧飯野支店。青木支店を統合。                        |
| 029        | 中央支店   | 富山県下新川郡入善町入膳3489-1 | 本店1階に併設。横山・椚山・上原・入善の各支店を統合 |